# Liste des œuvres publiques du 9e arrondissement de Paris

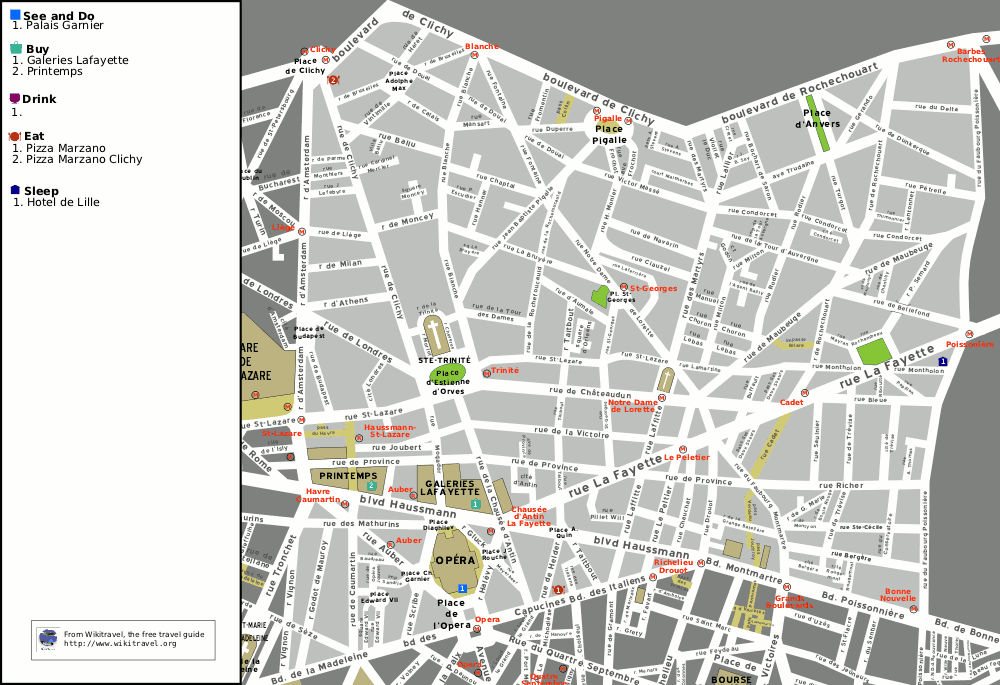
Plan du 9e arrondissement de Paris.

Cet article tente de recenser les principales œuvres d'art public du 9e arrondissement de Paris, en France.

## Liste

### Sculptures
| Œuvre                                | Auteur                                       | Localisation                        | Notes | Installation | Coordonnées                      | Illustration                  |
| ------------------------------------ | -------------------------------------------- | ----------------------------------- | ----- | ------------ | -------------------------------- | ----------------------------- |
| Baiser Promenade                     | Chantal Blanchy                              | Square Édouard-VII                  |       |              | 48° 52′ 15″ nord, 2° 19′ 44″ est | Image manquante               |
| Hector Berlioz                       | Georges Saupique                             | Square Hector-Berlioz               |       | 1946         | 48° 53′ 00″ nord, 2° 19′ 48″ est | Hector Berlioz                |
| La Charité                           | Francisque Duret, Eugène-Louis Lequesne      | Square Édouard-VII                  |       |              | 48° 52′ 37″ nord, 2° 19′ 54″ est | Image manquante               |
| Statue équestre d'Édouard VII        | Paul Landowski                               | Place Édouard-VII                   |       |              | 48° 52′ 16″ nord, 2° 19′ 45″ est | Statue équestre d'Édouard VII |
| L'Espérance                          | Francisque Duret, Eugène-Louis Lequesne      | Square Édouard-VII                  |       |              | 48° 52′ 37″ nord, 2° 19′ 54″ est | Image manquante               |
| La Foi                               | Francisque Duret, Eugène-Louis Lequesne      | Square Édouard-VII                  |       |              | 48° 52′ 37″ nord, 2° 19′ 53″ est | Image manquante               |
| Monument à Charles Garnier           | Jean-Baptiste Carpeaux, Gabriel-Jules Thomas | Rue Scribe (devant l'opéra Garnier) |       |              | 48° 52′ 19″ nord, 2° 19′ 52″ est | Monument à Charles Garnier    |
| Monument à Gavarni                   | Denys Puech                                  | place Saint-Georges                 |       | 1904         | 48° 52′ 42″ nord, 2° 20′ 15″ est | Monument à Gavarni            |
| Monument au maréchal Moncey          | Amédée Doublemard                            | Place de Clichy                     |       | 1870         | 48° 53′ 01″ nord, 2° 19′ 39″ est | Monument au maréchal Moncey   |
| Monument à Honoré d'Estienne d'Orves | Costas Spourdos                              | Square D'Estienne-d'Orves           |       |              | 48° 52′ 36″ nord, 2° 19′ 53″ est | Image manquante               |
| Le Poète chevauchant Pégase          | Alexandre Falguière                          | Square de l'Opéra-Louis-Jouvet      |       | 1897         | 48° 52′ 18″ nord, 2° 19′ 45″ est | Le Poète chevauchant Pégase   |
| La Renommée retenant Pégase          | Eugène-Louis Lequesne                        | Opéra Garnier                       |       |              | 48° 52′ 19″ nord, 2° 19′ 53″ est | La Renommée retenant Pégase   |
| La Sainte Catherine                  | Julien Lorieux                               | Square Montholon                    |       | 1908         | 48° 52′ 37″ nord, 2° 20′ 47″ est | La Sainte Catherine           |

### Monuments aux morts
| Œuvre                                                                            | Auteur              | Localisation                        | Notes | Installation | Coordonnées                      | Illustration                                                                     |
| -------------------------------------------------------------------------------- | ------------------- | ----------------------------------- | ----- | ------------ | -------------------------------- | -------------------------------------------------------------------------------- |
| Monument aux agents du chemin de fer métropolitain de Paris morts pour la France | Carlo Sarrabezolles | Métro de Paris (Richelieu - Drouot) |       | 1931         | 48° 52′ 19″ nord, 2° 20′ 21″ est | Monument aux agents du chemin de fer métropolitain de Paris morts pour la France |
| Monument aux cadres, employés et ouvriers du Printemps morts pour la France      |                     | Printemps Haussmann                 |       |              | à géolocaliser                   | Image manquante                                                                  |
| Monument aux morts de la Première Guerre mondiale                                | François Sicard     | Mairie du 9e arrondissement (cour)  |       | 1932         | 48° 52′ 21″ nord, 2° 20′ 29″ est | Monument aux morts de la Première Guerre mondiale                                |

### Autres œuvres
| Œuvre                                  | Auteur                 | Localisation                                                                | Notes                            | Installation | Coordonnées                      | Illustration                           |
| -------------------------------------- | ---------------------- | --------------------------------------------------------------------------- | -------------------------------- | ------------ | -------------------------------- | -------------------------------------- |
| Cascades de temps                      | Hervé Mathieu-Bachelot | Métro de Paris (Grands Boulevards)                                          | Peinture murale                  | 1985         | 48° 52′ 17″ nord, 2° 20′ 40″ est | Image manquante                        |
| Cinq ellipses ouvertes                 | Felice Varini          | Square Édouard-VII                                                          | Peinture murale, anamorphose     | 2012         | 48° 52′ 16″ nord, 2° 19′ 44″ est | Image manquante                        |
| Double trapèze pour quatre triangles   | Felice Varini          | Square Édouard-VII                                                          | Peinture murale, anamorphose     | 2012         | 48° 52′ 14″ nord, 2° 19′ 44″ est | Image manquante                        |
| La Fayette et la Révolution américaine | Hilton McConnico       | Métro de Paris (Chaussée d'Antin - La Fayette, voûte du quai de la ligne 7) | Peinture murale peinte sur métal |              | à géolocaliser                   | La Fayette et la Révolution américaine |
| Fresque                                | Jean-Paul Chambas      | Métro de Paris (Chaussée d'Antin - La Fayette, quai de la ligne 9)          | Peinture murale                  |              | à géolocaliser                   | Fresque                                |
| Fresque en céramique                   | Hervé Mathieu-Bachelot | Métro de Paris (Pigalle)                                                    | Peinture murale                  |              | 48° 52′ 56″ nord, 2° 20′ 15″ est | Image manquante                        |
| Hommage à Arago                        | Jan Dibbets            |                                                                             | Installation                     |              | à géolocaliser                   | Hommage à Arago                        |
| Lumière en éclats                      | Hervé Mathieu-Bachelot | Métro de Paris (Cadet)                                                      | Peinture murale                  | 1982         | 48° 52′ 34″ nord, 2° 20′ 42″ est | Image manquante                        |
| Quatre triangles pour deux fenêtres    | Felice Varini          | Square Édouard-VII                                                          | Peinture murale, anamorphose     | 2012         | 48° 52′ 14″ nord, 2° 19′ 44″ est | Image manquante                        |